# III. Zsigmond salzburgi érsek
III. Zsigmond salzburgi érsek (Siegmund [Sigismundus] III. Christoph Graf von Schrattenbach Graz, 1698. február 28. – Salzburg, 1771. december 16.) római katolikus pap, a Salzburgi főegyházmegye hercegérseke.

## Családja
A Schrattenbach nemesi családból származott, amelyet a 15. század közepén alapítottak. A századfordulón Frankföldről Stájerországba vándorolt Otto Heinrich von schrattenbachi gróf és Mária Terézia wildensteini grófnő (Gall von Gallenstein báró özvegye) fia volt. Nagybátyja, az azonos nevű Sigismund Graf von Schrattenbach, aki 1696-tól kanonok volt Salzburgban, 1718-ban székesegyházi esperes, 1728-tól pedig Ljubljanában püspök.

## Élete

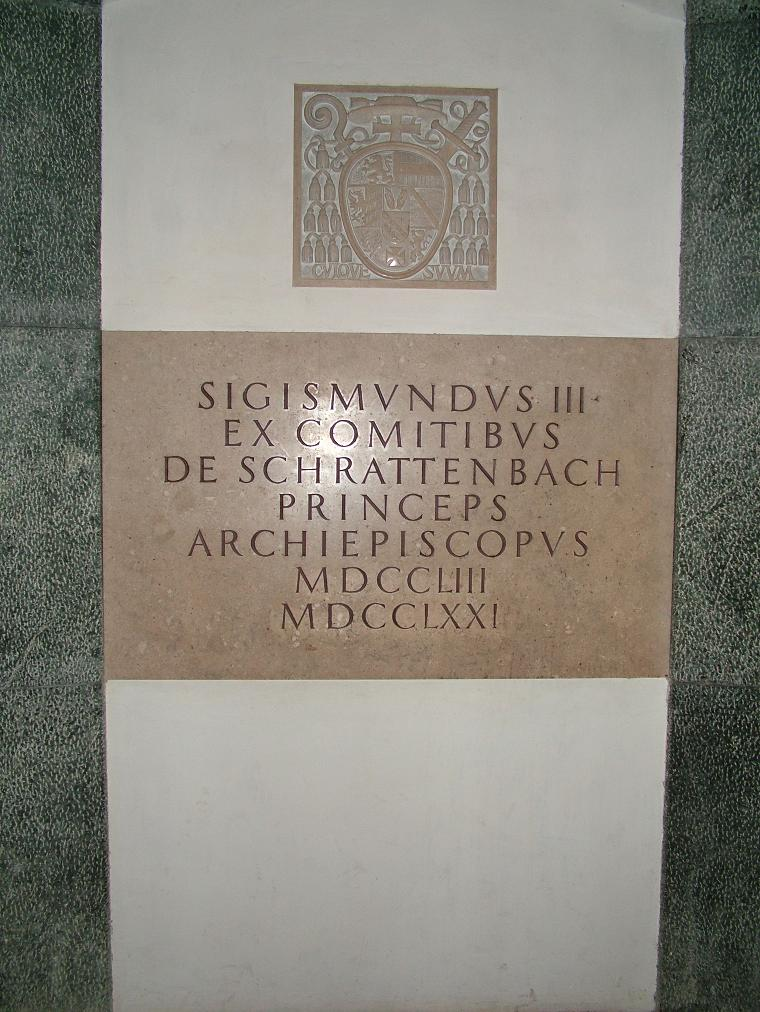
Az érsek sírhelye

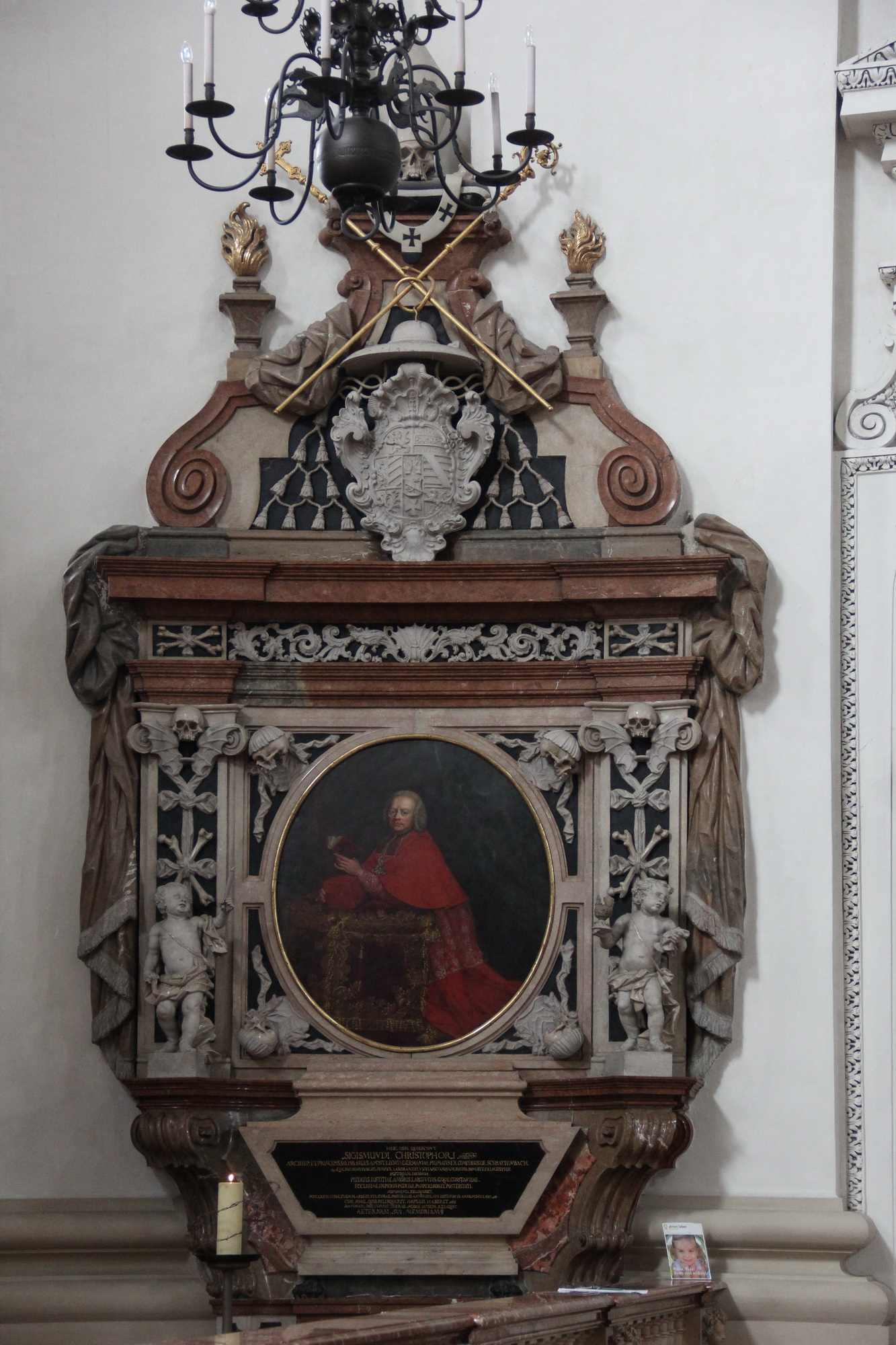
Az érsek síremléke a salzburgi székesegyházban

Salzburgi tanulmányai után Zsigmond Rómába ment teológiát tanulni. 25 évesen, 1723. január 10-én szentelték pappá. 1733-ban helyet és szavazatot kapott a salzburgi székesegyházi káptalanban. Jakob Ernest liechtenstein-kastelkorni érsek halála után a székesegyházi káptalan 1747-ben Zsigmondot a Hohenwerfen erőd kormányzójává és a székesegyházi káptalan alapítványainak adminisztrátorává, majd hamarosan székesegyházi esperessé és titkos tanácsossá nevezte ki.
Szigorúnak és Rómához lojálisnak tartották, de elismerték kemény munkáját, szervezőkészségét, üzleti érzékét és diplomáciai képességeit is.
Andreas Jakob von Dietrichstein 1753-as halála után a székesegyházi káptalan az érsekség legnehezebb voksolásán először 13-an szavaztak az új érsekre. A választás napján 50-en szavaztak. Húszból tizenegy szavazat Josef Maria Graf Thun, Gurk püspökére esett, ám a többség végül Zsigmondra voksolt. Schrattenbach gróf talán még a rendkívül gyűlölt Thun grófnál is jobban teljesítette a salzburgi lakosság kívánságait, de ő sem volt népszerű a nép körében. Ő maga is úgy tekintett választására mint ami a Szentlélektől származik, ezért nem érzett kötelezettséget a kánonokkal szemben. 1753. május 7-én ünnepélyesen bevonult a városba. Ugyanezen év december 16-án Thun gróf püspökké szentelte.
Ő építtette 1764 és 1767 között a Siegmund-kaput, amely 131 méter hosszú. Ez nagy eredmény volt Salzburg számára, mivel megnyitotta a várost nyugat felé. Hivatali ideje alatt Leopold Mozart és fia, Wolfgang Amadeus is az érseki udvari zenekarban dolgozott zenészkén. Fontos udvari zeneszerzője és orgonaművésze volt Michael Haydn is, aki a Requiemet is komponálta, amelyet a püspök temetése alkalmából adtak elő 1771 decemberében.
Zsigmond érseket a salzburgi székesegyház kriptájában, szívét pedig egy ezüst urnában a Salzburgi Egyetem Sacellum oltára előtt temették el.

## Címere

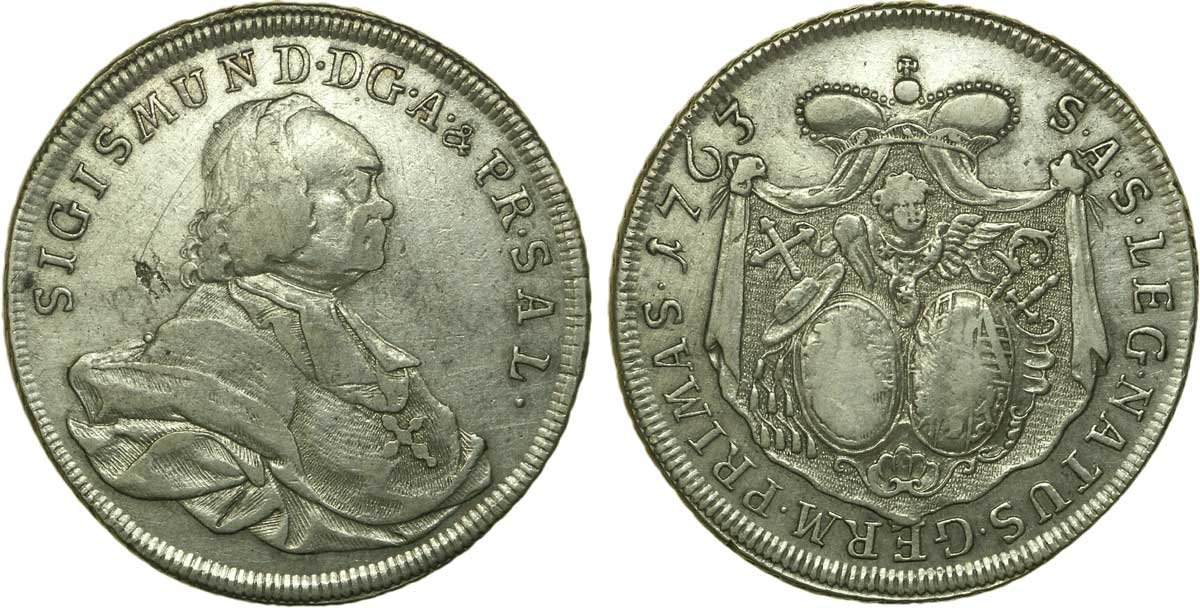
Zsigmond hercegérsek tallérja, 1763

A címer főpajzsa kétszer hasított, egyszer osztott hat mező: A szívalakú pajzs fekete mezejében egy fehér átlós folyó, a bal felső sarokban egy arany csillag, a jobb alsó sarokban egy függőleges csonka arany ág. és jobbról három arany levél díszítés van. (családi címer). Fent a Salzburgi Főegyházmegye címere látható, elöl arany színben egy függőlegesen álló fekete, piros nyelvű oroszlán, jobbra hátul piros alapon egy fehér középső sáv. Középen 1.) hasíték, elöl arany hasítékon fél vörös sas, hátul ezüst színben négy piros átlós rúd; 2.) pirosban, két ezüst kéz, a hüvelykujjak befelé fordultak; 3.) tízszer osztott arany és fekete mezőben, egy fehér átlós sáv jobbra; 4.) ezüst alapon zöld babérkoszorú; 5.) ezüst alapon fekete lebegő mancskereszt; 6.) piros alapon egy fehér oroszlán.
Az eredeti Schrattenbach-címert a kihalt von der Dürr családéból bővítette, és azt többször is variálták.

## Fordítás
- Ez a szócikk részben vagy egészben  a   Sigismund III. Christoph von Schrattenbach című német Wikipédia-szócikk ezen változatának fordításán alapul.  Az eredeti cikk szerkesztőit annak laptörténete sorolja fel. Ez a jelzés csupán a megfogalmazás eredetét és a szerzői jogokat jelzi, nem szolgál a cikkben szereplő információk forrásmegjelöléseként.

| Előde: András Jakab | salzburgi hercegérsek 1753–†1771 | Utóda: Jeromos |